# Білал Хуссейн
Білал Хуссейн (швед. Bilal Hussein, нар. 22 квітня 2000 Стокгольм, Швеція) — шведський футболіст сомалійського походження, півзахисник німецької «Герти» і національної збірної Швеції.

## Ігрова кар'єра

### Клубна
Білал Хуссейн народився у Стокгольмі. У 2014 році приєднався до молодіжної команди столичного клубу АІК. Свою першу гру в основі Хуссейн зіграв у 2018 році. Але перший сезон у дорослому футболі гравець провів в оренді у складі клубі «Васалундс».
30 серпня 2023 року підписав контракт на три роки з берлінською «Гертою».

### Збірна
З 2019 року Білал Хуссейн виступає у складі молодіжної збірної Швеції. Але маючи сомалійське коріння, у майбутньому футболіст може прийняти виклик до національної збірної Сомалі.